# ایلوو
ایلوو (به پرتغالی: Ílhavo) یک منطقه شهری در پرتغال است که در منطقه مرکزی پرتغال واقع شده‌است.

## خصوصیات
ایلوو ۷۳٫۴۸ کیلومترمربع مساحت و ۳۸٬۵۹۸ نفر جمعیت دارد.

## خواهرخوانده
شهرهای صوفیه، فونچال، سنت جونز، نیوفاندلند و لابرادور، کوکسهاون و Grindavík خواهرخوانده‌های ایلوو هستند.